# Ottobuono Terzi

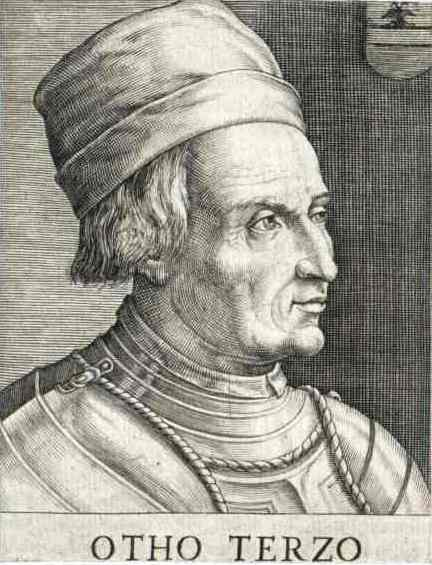
Porträt von Ottobuono Terzi, Radierung

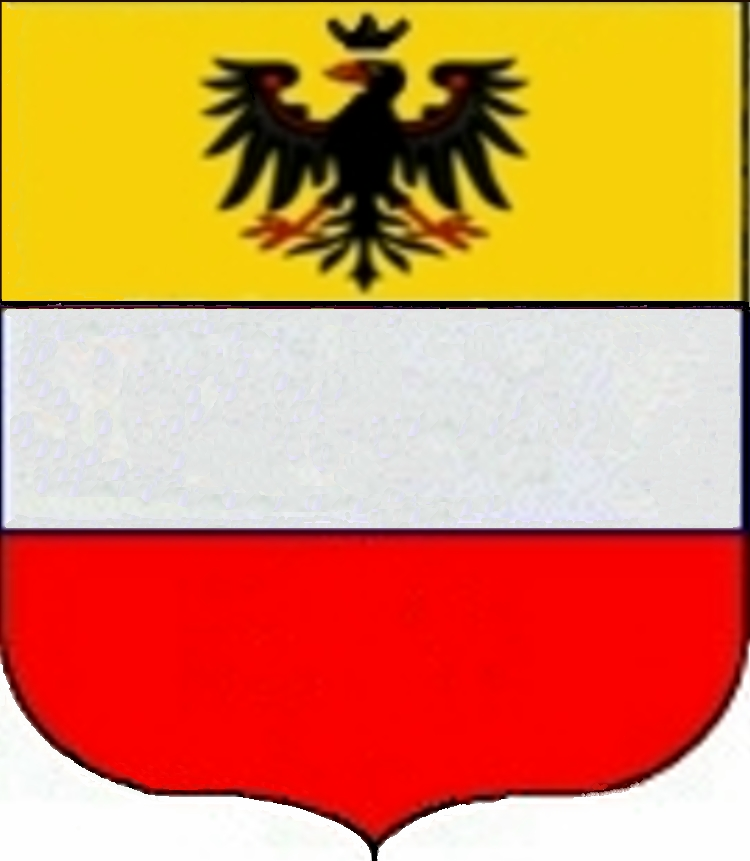
Wappen der Terzi

Ottobuono Terzi († 27. Mai 1409 in Rubiera) war ein italienischer Adeliger und Condottiere. Von 1404 bis 1409 war er Herr von Parma, Piacenza und Reggio.

## Familie
Ottobuono Terzi entstammte einer adligen Familie Terzi aus Parma und wurde in der zweiten Hälfte des 14. Jahrhunderts an einem nicht überlieferten Ort geboren. Er war der erstgeborene Sohn von Niccolò Terzi (1327–1398), Condottiere, Graf von Tizzano Val Parma, Capitano del Popolo in Brescia (1372), Reggio (1375) und Verona (1392). Niccolò Terzi war, wie dessen Bruder Giberto Terzi, ein Gefolgsmann des Bernabò Visconti und später des Gian Galeazzo Visconti. Ottobuono hatte zwei Brüder, die ebenfalls bekannte und gefürchtete Condottiere waren: Jacopo Terzi und Giovanni Terzi. Beide Brüder fanden im gleichen Jahr (1409) wie Ottobuono Terzi einen gewaltsamen Tod.
Ottobuono Terzi ehelichte 1405 in zweiter Ehe Francesca da Fogliano (ca. 1380–1445), Tochter des Carlo da Fogliano und dessen erster Frau Isotta Visconti, eine uneheliche Tochter des Bernabò Visconti.
Beim Tod seines Vaters erbte er die Grafschaften Tizzano Val Parma und Castelnuovo. Während seiner Karriere als Söldnerführer gelangte er in den Besitz zahlreicher Lehen und Ländereien, u. a. Borgo San Donnino, Montecchio Emilia, Brescello, Colorno und Fiorenzuola d’Arda, die Schlösser Guardasone und Bazzano und weitere Ländereien im Umfeld von Parma (Nigone, Scalucchia). Im Gebiet von Reggio und Modena erhielt er die Rocche di Rossena bei Canossa, Sassatello und Gombio.

## Karriere
Ottobuono Terzi durchlief die Schule des Alberico da Barbiano und startete seine militärische Laufbahn in Diensten Venedigs. Später stand er im Sold von Gian Galeazzo Visconti, für den er Gebiete in Umbrien und der Toskana eroberte. Strategisches Geschick bewies er bei der Verteidigung von Brescia (1401). Er gab sich nicht damit zufrieden, die Stadt zu retten, sondern griff die Truppen König Ruprechts an, besiegte sie in mehreren kleineren Schlachten und zwang sie zum Rückzug.
Im Konflikt zwischen Caterina und ihrem Sohn Giovanni Maria Visconti gehörte er zu den Condottiere, die versuchten, die Auflösung der Visconti-Herrschaft für eigene Zwecke zu nutzen. Er fügte sich in das komplizierte Fraktionsspiel ein und stellte sich an die Spitze des Aufstands, der in einigen der kürzlich unterworfenen Städte ausbrach. Nach dem Tod von Gian Galeazzo Visconti begann er gnadenlos, geldgierig und ehrgeizig, das Herzogtum mit seinen Truppen zu plündern, Unordnung zu säen und für sich Beute zu machen. Im Juli 1403 wurde er, gemeinsam mit seinem Bruder Jacopo Terzi, von den Visconti zum Stadtherrn von Parma, Reggio, Piacenza, Borgo San Donnino, Fiorenzuola, Borgo Val di Taro, Pontremoli und Castell’Arquato ernannt. Beide Städte waren damals Ziele der Expeditionsarmeen, die mit Unterstützung des Papstes und von Florenz gegen den Herzog von Mailand operierten. Als sich auch noch die Truppen des Pier Maria I. de’ Rossi gegen Mailand verbündeten, reifte in Ottobuono Terzi der Plan, Parma und Reggio seine persönliche Herrschaft aufzuzwingen. Nachdem er monatelang gegen Rossi gekämpft hatte, verließ er im November 1403 das ghibellinische Lager der Visconti und verbündete sich mit dem Gegner. Am 8. März 1404 nahmen Rossi und Terzi Parma im Namen der guelfischen Faktion militärisch in Besitz. Rossi und Terzi vertrieben die Da Correggios aus der Stadt und kurz darauf, im April 1404, entfernte Terzi auch die Rossi aus den Machtpositionen. Das Ergebnis war ein Bürgerkrieg, der die Stadt überzog. Schließlich gelang es Terzi, seine Herrschaft zu festigen und seinen Einflussbereich bis nach Reggio auszuweiten, wo die Markgrafen von Ferrara im Mai 1404 vertrieben wurden. Terzis Ehrgeiz war mit der Herrschaft über Parma und Reggio allerdings noch nicht befriedigt. Er nutzte seine militärische Macht, um weitere Gebiete zu erobern. 1407 marschierte er mit einer Armee von 7000 Mann nach Mailand. Bei Binasco besiegte er am 21. Februar 1407 die Truppen von Facino Cane, mit dem Terzi unter den Visconti jahrelang Seite an Seite gedient und gekämpft hatte. Terzi eroberte Mailand, drohte mit Zerstörung der Stadt, forderte die Zahlung eines Lösegeldes und erhielt es auch (100.000 Gulden und 400 Paar Ochsen). Terzis Ehrgeiz und Arroganz wurden von den Herren Norditaliens wenig geschätzt. Die Gonzaga und die d‘Este entfalteten eine intensive diplomatische Tätigkeit mit dem Ziel, Terzi zu isolieren und zu schwächen. Terzi wurde 1409 von Niccolò III. d’Este zu einem Treffen nach Rubiera in der Nähe von Modena eingeladen, um eine Einigung zu erzielen. Dort wurde Terzi vom berühmten Söldnerführer Muzio Attendolo Sforza umgebracht. Seine Leiche wurde schrecklich verstümmelt und an den Toren von Modena öffentlich zur Schau gestellt. Der umfangreiche Grundbesitz wurde größtenteils konfisziert. Seine Frau, Francesca da Fogliano, flüchtete mit ihren drei kleinen Kindern auf ihren Besitz in Villa Bartolomea südlich von Verona, auf venezianischem Gebiet.
Ottobuonos Onkel, Giberto Terzi, Stammvater der Terzi di Sissa, gelang es einige Güter zu retten; 1441 wurde dessen Familie von den Visconti im Besitz der Grafschaft Sissa und Belvedere bestätigt (im Besitz der Familie bis 1758). Umfangreiche feudale Lehen konnte auch Ottobuonos Sohn Niccolò Terzi der Krieger für die Terzi zurückgewinnen, allerdings nur für kurze Zeit. Mit der Machtübernahme von Francesco I. Sforza verlor Niccolò Terzi der Krieger seinen gesamten Besitz in der Emilia und musste an den mantovanischen Hof von Ludovico III. Gonzaga emigrieren.

## Nachkommen
Aus der Ehe mit Francesca da Fogliano hatte Ottobuono Terzi drei Kinder:
- Niccolò Carlo, geboren am 6. Dezember 1405
- Caterina, 1407; verheiratet mit Franchino Castiglioni (ca. 1399–1462), Sohn des Pierantonio Castiglioni und der Valentina Visconti; Rechtsgelehrter und Diplomat
- Margherita, 1408; verheiratet mit Marco Regolo (Marugolato) di San Bonifacio di Lendinara, Sohn des Grafen Ludovico di San Bonifacio aus erster Ehe

Francesca da Fogliano verheiratete sich 1417 mit Graf Ludovico di San Bonifacio di Lendinara aus Padua, der aus erster Ehe mit Beatrice Marocella dalla Porta, Gräfin von Riva, bereits zwei Kinder mitbrachte. Das Ehepaar hatte sechs weitere Kinder.
Ferner hatte Ottobuono Terzi drei uneheliche Kinder: (1) Jacopo, der 1412 in Diensten der Republik Venedig bei Feltre gegen die Ungarn kämpfte, (2) mit Cecilia Della Pergola Niccolò Terzi der Krieger (?–1475?), legitimiert am 25. November 1405, (3) Giorgio, verheiratet in erster Ehe (1408) mit Palma Biancardo, Tochter des Condottiere Ugolotto Biancardo (um 1350-1408) und in zweiter Ehe mit Caterina di Canossa. Niccolò «il Guerriero», bedeutender Condottiere des 15. Jahrhunderts und mehrfach Gesandter der Visconti, war verheiratet mit Lucia Secco, Tochter des Cervato (Secco) da Caravaggio (?-1446), Herr von Calcio, und der Ludovica di Poppi.

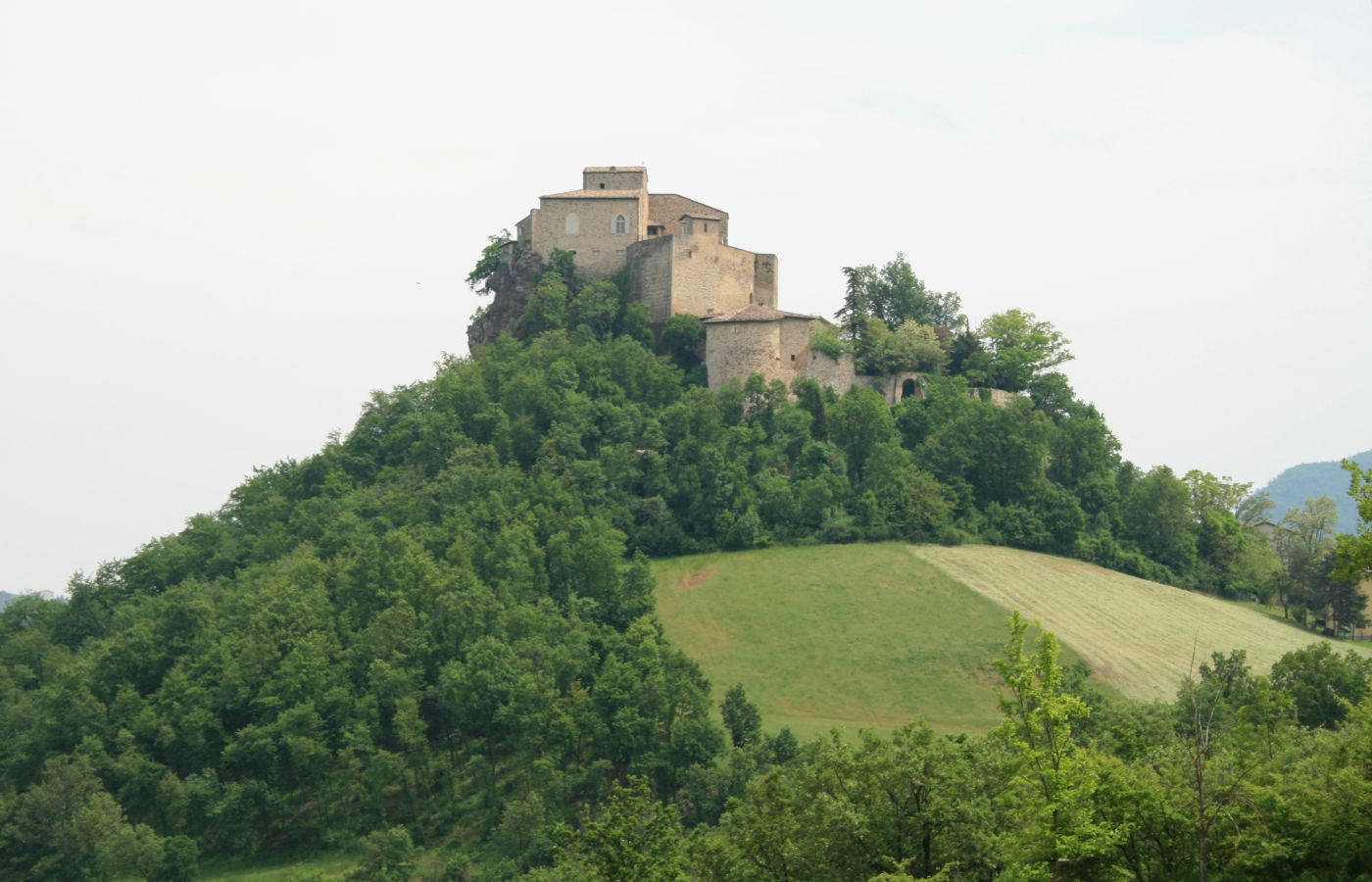
Castello di Rossena (Provinz Reggio Emilia), 1402 von den Terzi übernommen aus dem Besitz der da Correggio
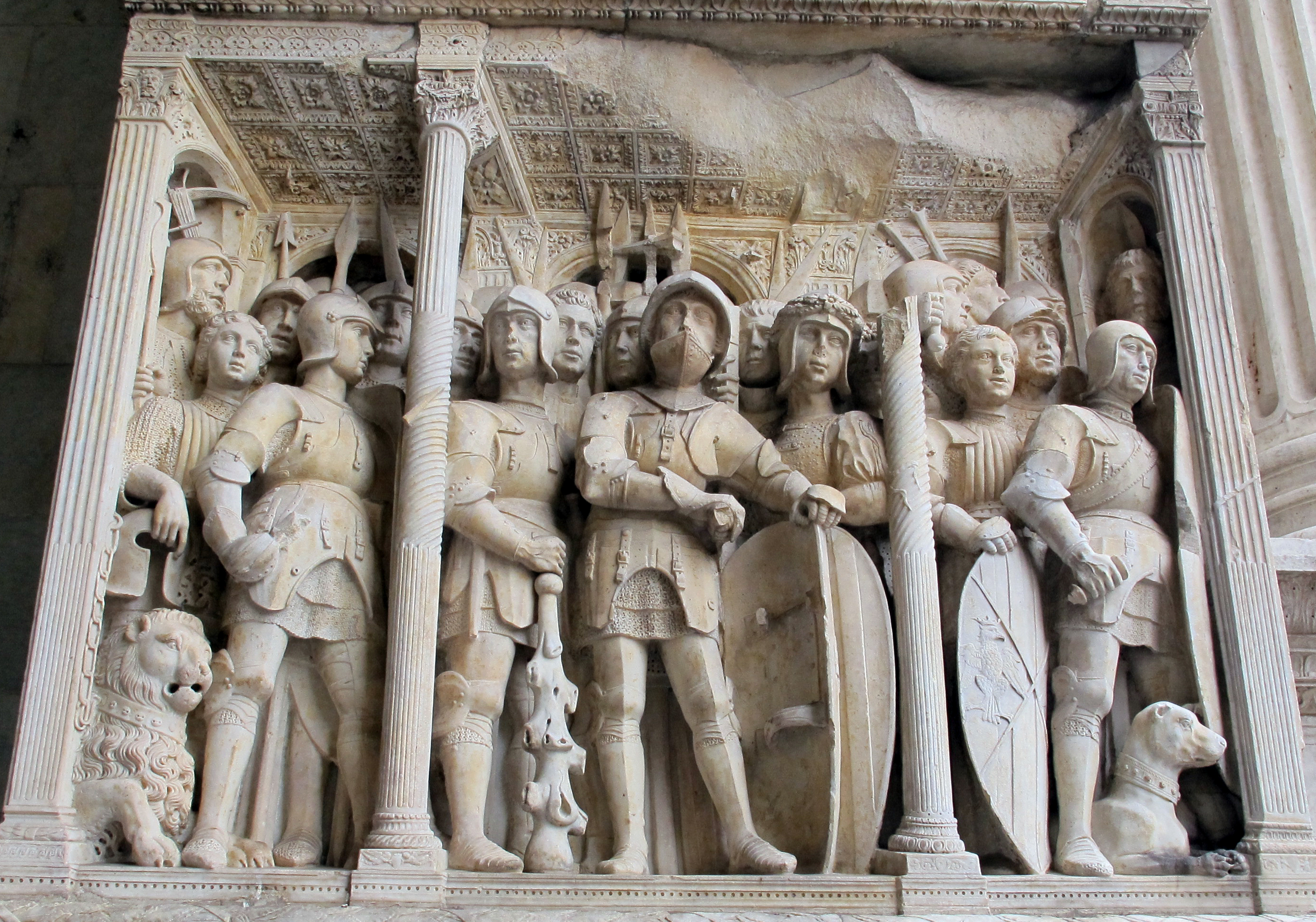
Francesco Laurana: Parade der Soldaten, Hochrelief am Triumphbogen des Castel Nuovo in Neapel, 1453–1458
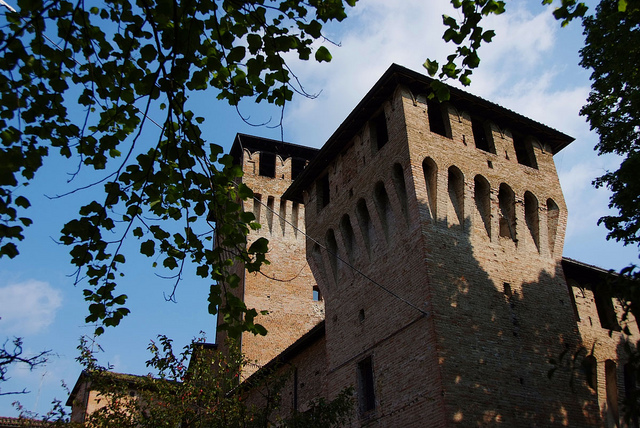
Castello della Rocca (Montecchio Emilia), im Besitz der Terzi von 1402–1409
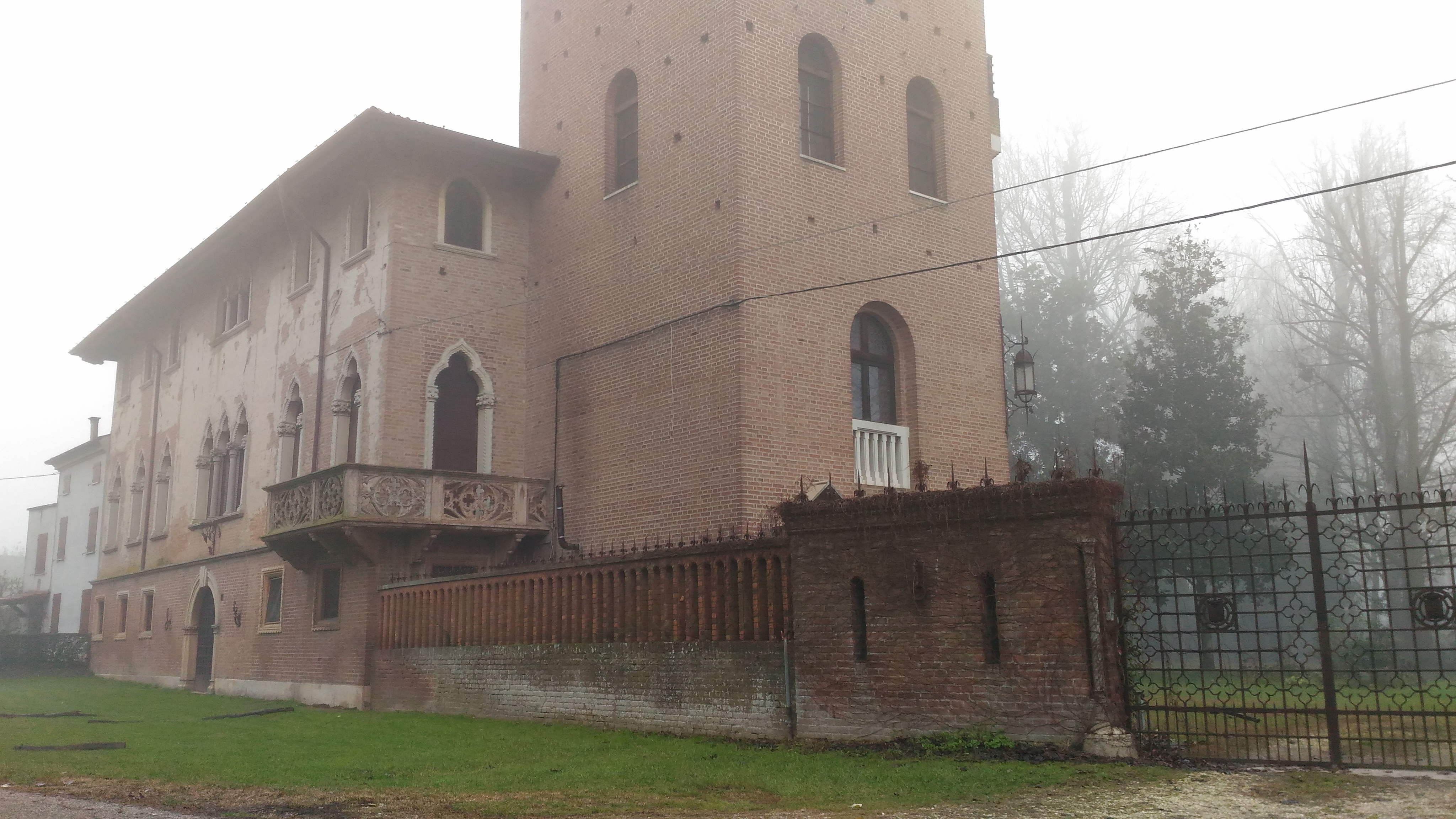
Villa Sambonifacio, Villa Bartolomea (Provinz Verona). Zufluchtsort der Witwe des Ottobuono Terzi
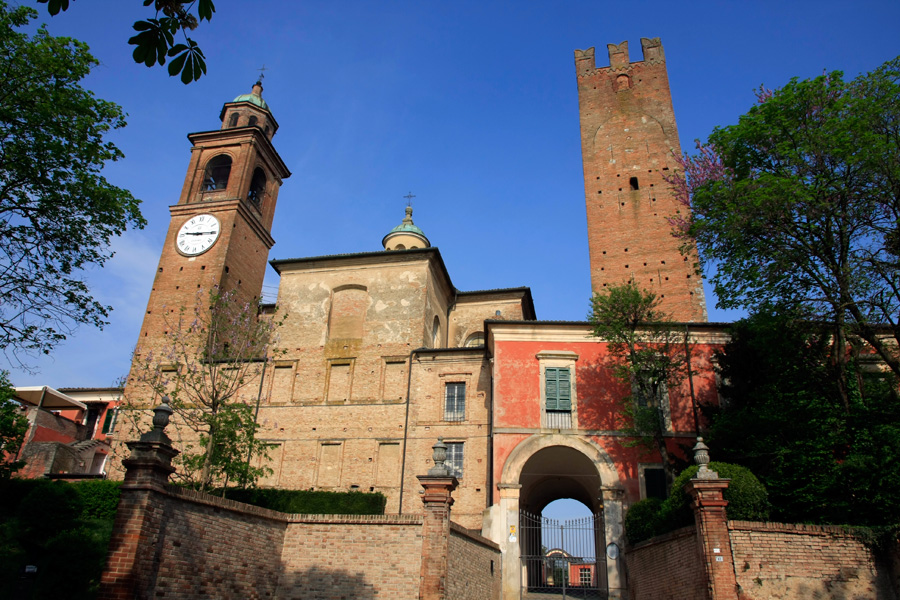
Castelnuovo Fogliani. Familienbesitz der Terzi (1377–1472), Fresko im Schloss (Fondazione Giuseppe Toniolo)
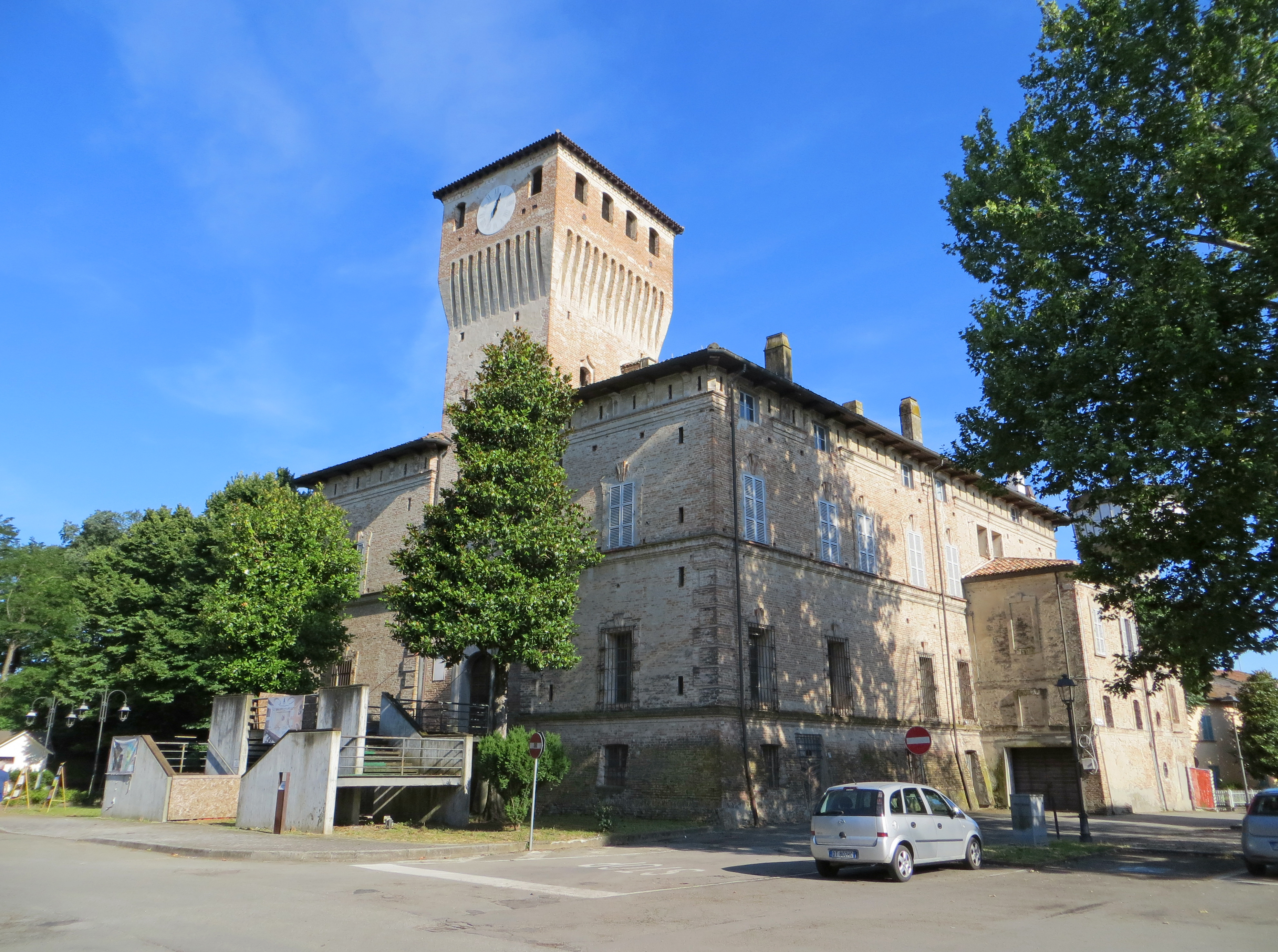
Rocca dei Terzi, Sissa (Provinz Parma)